# 赖谢斯贝格
赖谢斯贝格是奥地利上奥地利州因克赖斯地区里德县的一个市镇。总面积21平方公里，总人口1405人，人口密度66.9人/平方公里（2005年）。

## 参见

赖谢斯贝格 - Reichersberg
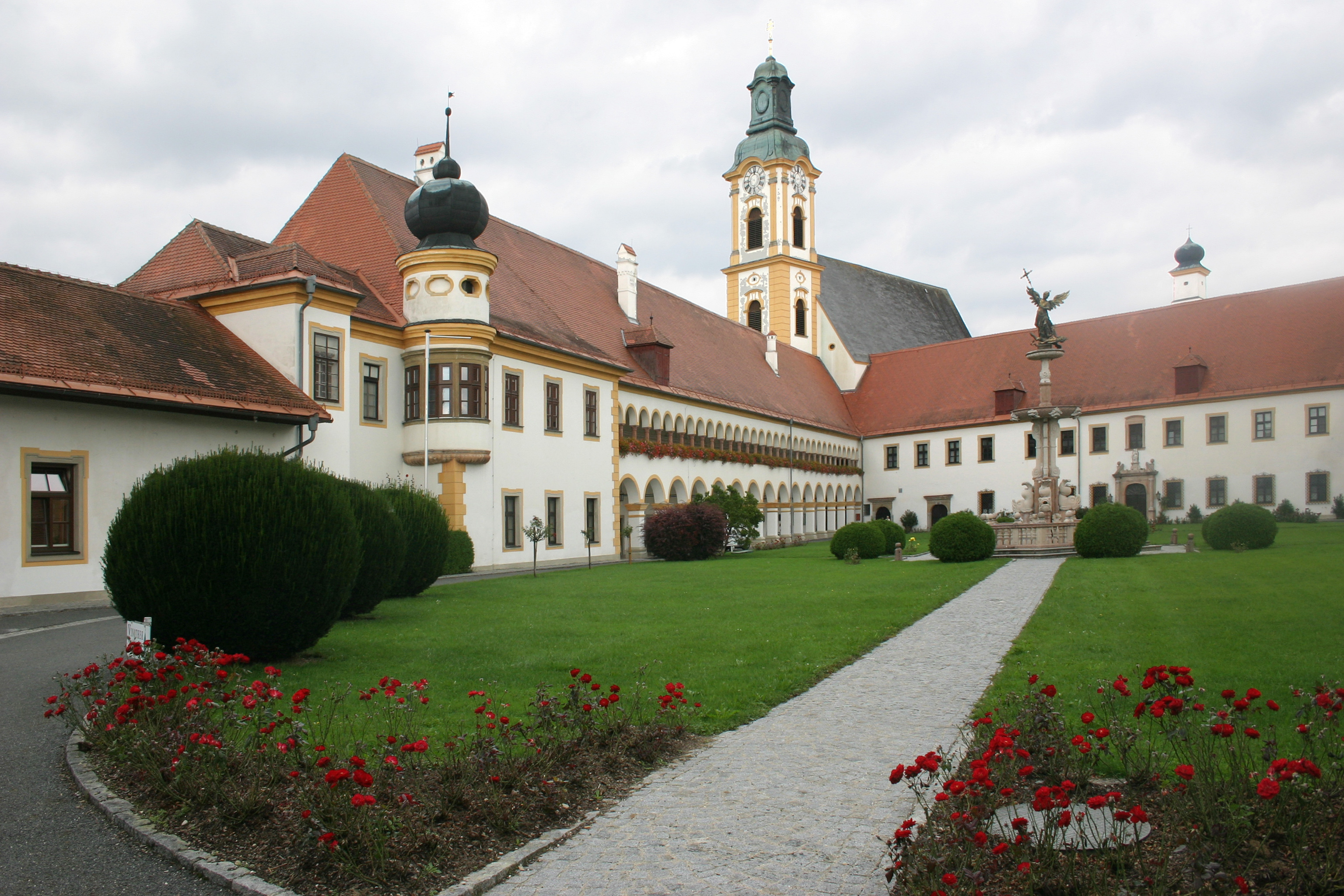
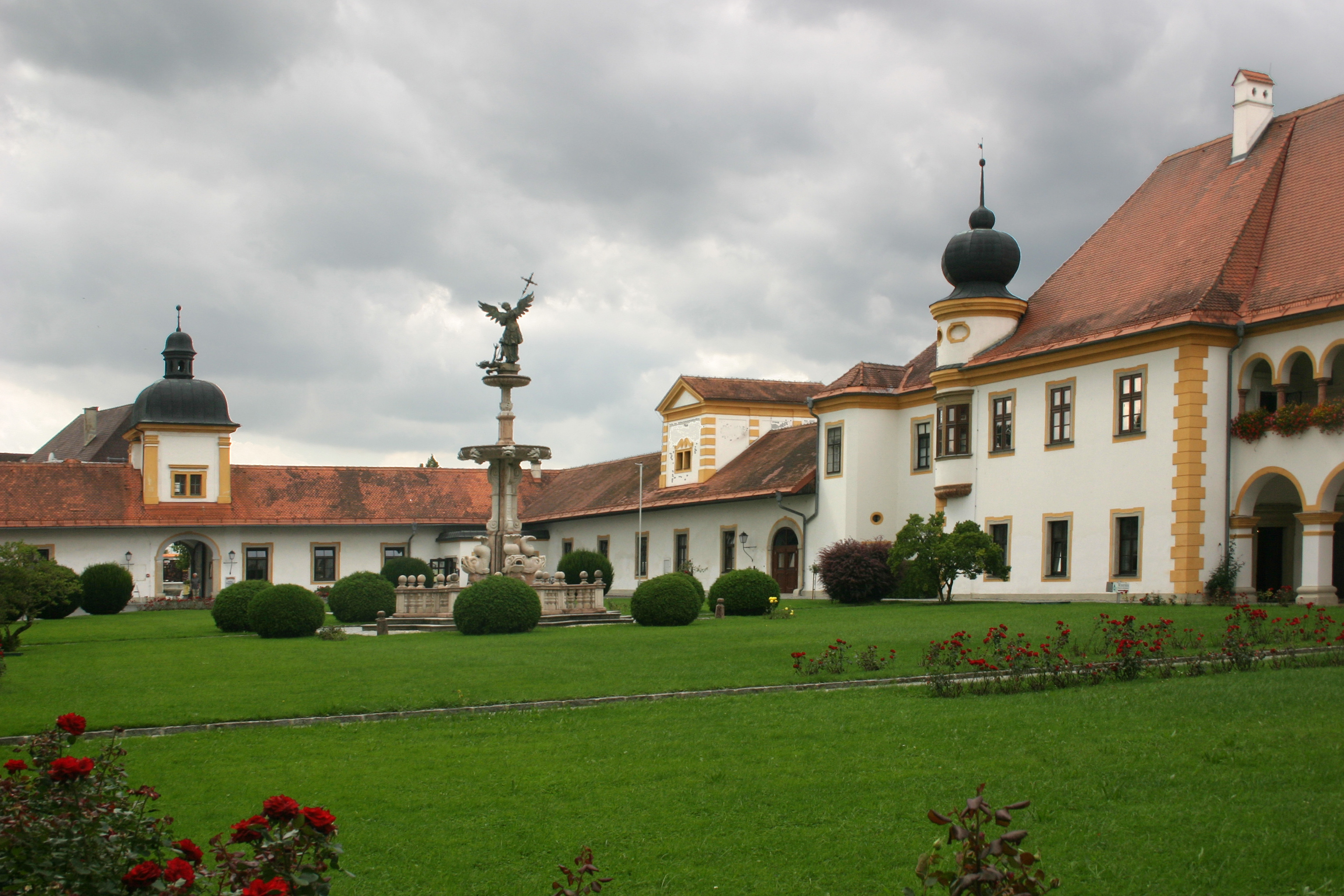
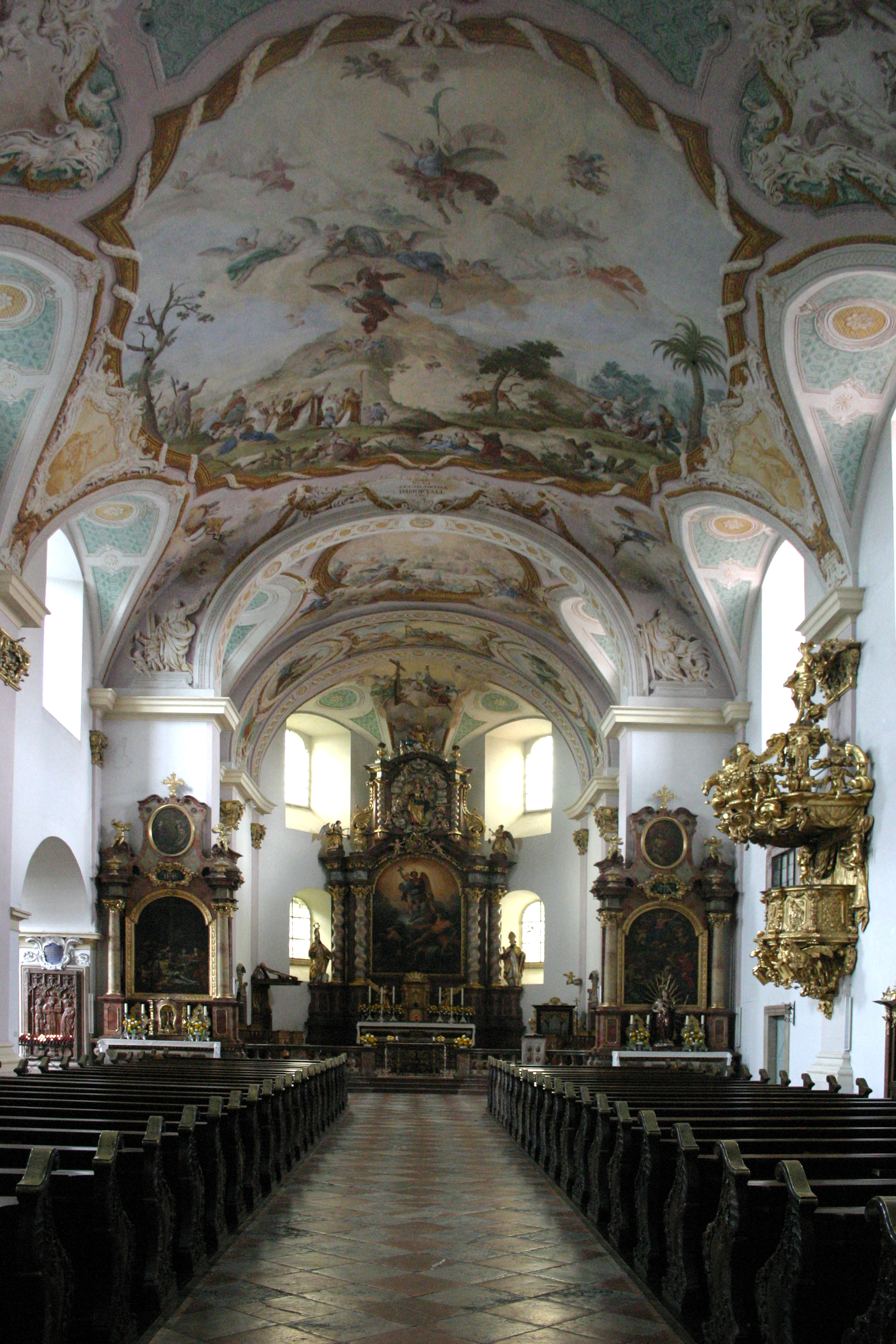
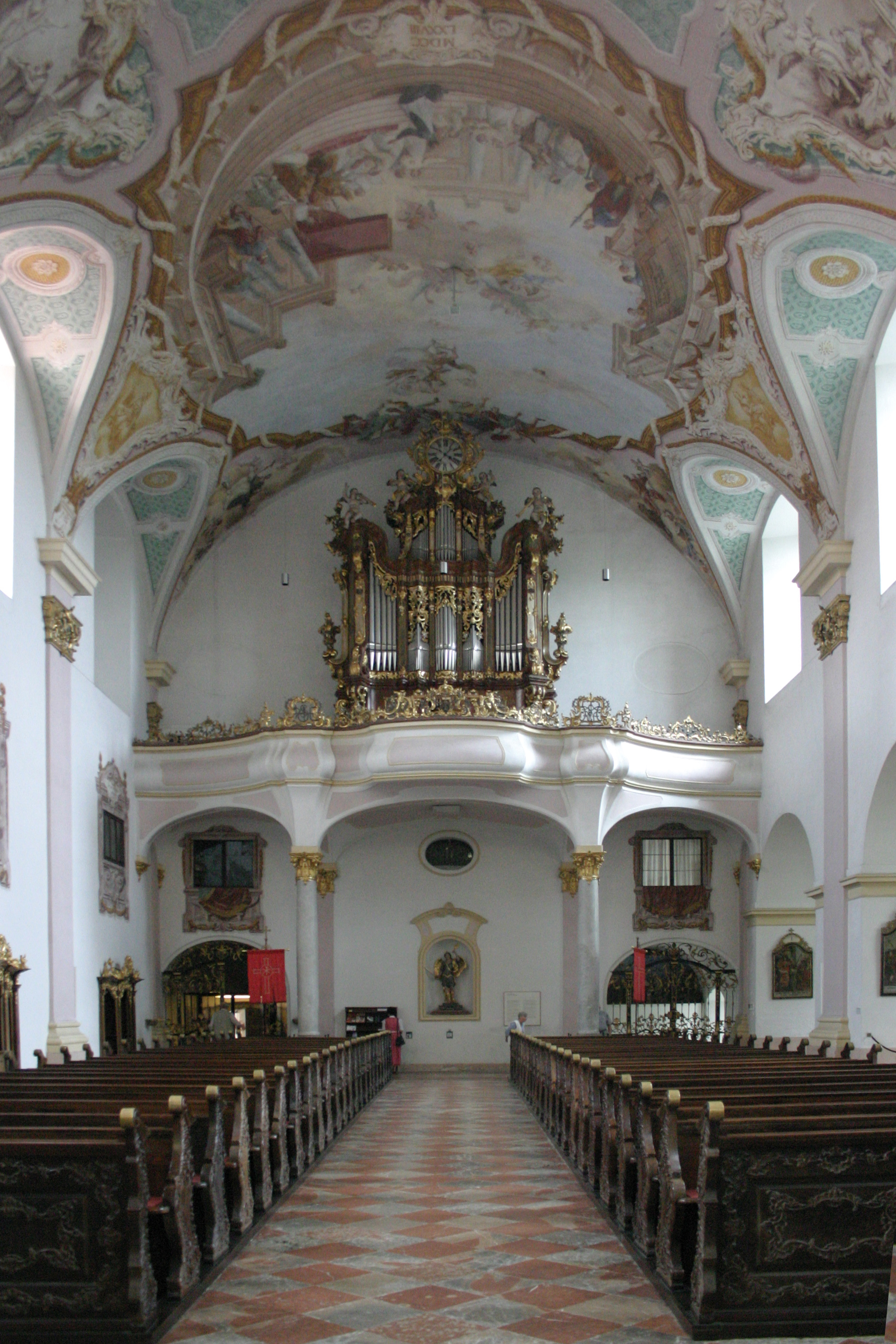